# Piper michelianum
Piper michelianum är en pepparväxtart som beskrevs av C. Dc.. Piper michelianum ingår i släktet Piper och familjen pepparväxter. Inga underarter finns listade i Catalogue of Life.